# CARASIL
 (novembre 2021).
Le CARASIL, acronyme pour l'anglais : Cerebral autosomal recessive arteriopathy with subcortical infarcts and leukoencephalopathy, est une maladie génétique due à une mutation du gène HTRA1, avec perte de fonction.

## Épidémiologie
Il s'agit d'une maladie rare, seuls quelques dizaines de cas ayant été décrits.

## Cause
La mutation du gène HTRA1 entraîne une augmentation de l'activité de la TGF bêta. 
L'atteinte artérielle se caractérise par une forte diminution des cellules musculaires lisses dans la média des petites artères cérébrales, avec atteinte de la matrice extracellulaire.

## Description
La maladie se manifeste par des accidents vasculaires cérébraux à répétition conduisant à une démence, une alopécie, des douleurs dorsales par hernie discale.